# Néocomien
Stratigraphie
Le Néocomien est une subdivision de l'échelle des temps géologiques, qui regroupe  le Berriasien, le Valanginien et le Hauterivien. 
| Période                                                    | Séries    | Étage         | Âge (Ma)       |
| ---------------------------------------------------------- | --------- | ------------- | -------------- |
| Paléogène                                                  | Paléocène | Danien        | Plus jeune     |
| Crétacé                                                    | Supérieur | Maastrichtien | 72.2 - 66.0    |
| Crétacé                                                    | Supérieur | Campanien     | 83.6 - 72.2    |
| Crétacé                                                    | Supérieur | Santonien     | 85.7 - 83.6    |
| Crétacé                                                    | Supérieur | Coniacien     | 89.8 - 85.7    |
| Crétacé                                                    | Supérieur | Turonien      | 93.9 - 89.8    |
| Crétacé                                                    | Supérieur | Cénomanien    | 100.5 - 93.9   |
| Crétacé                                                    | Inférieur | Albien        | 113.2 - 100.5  |
| Crétacé                                                    | Inférieur | Aptien        | 121.4 - 113.2  |
| Crétacé                                                    | Inférieur | Barrémien     | 125.77 - 121.4 |
| Crétacé                                                    | Inférieur | Hauterivien   | 132.6 - 125.77 |
| Crétacé                                                    | Inférieur | Valanginien   | 137.05 - 132.6 |
| Crétacé                                                    | Inférieur | Berriasien    | 143.1 - 137.05 |
| Jurassique                                                 | Malm      | Tithonien     | Plus âgé       |
| Subdivision de la période Crétacé selon l'UISG, août 2018. |           |               |                |

Ce terme avait été proposé en 1835  par le paléontologue jurassien Jules Thurmann, qui avait décrit le développement de ces roches dans la région de Neuchâtel (Neocomum), en Suisse. Mais comme, par la suite, ce terme a recouvert plusieurs significations, il est tombé en désuétude au profit de désignations plus précises. 

## Divisions de l'étage néocomien
Sur le site de référence, les roches ont été réparties en deux sous-étages, le Valanginien (de Valangin, d'après E. Desor, 1854) pour l'inférieur, et Hauterivien (d'Hauterive (Neuchâtel), d'après Eugène Renevier, 1874) pour le sous-étage supérieur ; il y a aussi localement un troisième sous-étage, l'infra-Valanginien ou Berriasien (de Berrias, d'après H. Coquand, 1876). Le Néocomien au sens strict est l'ensemble de ces trois sous-étages. 
A. von Koenen et d'autres géologues allemands ont étendu l'acception de ce terme : ils désignent ainsi tout le crétacé inférieur jusqu'à la fraction supérieure de l'étage de Gault ou Albien. Renevier divise, lui, le Crétacé inférieur entre le Néocomien, qui recouvre les trois sous-étages indiqués plus haut, et l'Urgonien, qui recouvre les sous-étages du Barremien, du Rhodanien et de l'Aptien. A. Geikie prend « Néocomien » comme synonyme de Crétacé inférieur et, suivant Renevier, limite cet horizon géologique à la partie supérieure des sables verts de l'Aptien. 
D'autres géologues britanniques (Alfred John Jukes-Browne etc.) restreignent le Néocomien aux dépôts sédimentaires marins de Speeton et Tealby, et leurs équivalents estuariens, l'argile du Weald et les sables de Hastings (Wealdien). On évitera bien des confusions en évitant systématiquement l'emploi de ce terme et en désignant nominativement les sous-étages dont les noms précèdent. La confusion est particulièrement sensible si l'on considère que le type Berriasien est limité au Dauphiné ; le Valanginien n'est guère plus étendu ; quant à l'Hauterivien, il disparaît au nord du Bassin parisien.

## Éléments caractéristiques
Les fossiles caractéristiques :
- du Berriasien sont Hoplites euthymi, Hoplites occitanicus ;
- du Valanginien : Nalica leviathan, Belemnites pistilliformis et B. dilatatus, Oxynoticeras gevrili ;
- du Hauterivien, Hoplites radiatus, Crioceras capricornu, Exogyra couloni et Toxaster complanatus.

En Angleterre, les équivalents marins de ces roches sont les argiles inférieures de Speeton dans le Yorkshire et les dépôts de Tealby dans le Lincolnshire. Les dépôts Wealdiens du sud de l'Angleterre correspondent à la phase estuarienne de dépôts de même âge. 
L'argile des monts de Hils en Allemagne (entre Darmstadt et Mannheim) et le Wealdien du Hanovre ; la craie et les schistes de Teschen ; Les spécimens diphyoides Pygope et Aptychus en Espagne, et la formation du Petchorien en Russie relèvent du néocomien au sens strict.

### Note
1. ↑  Text Book of Geology, 4e éd., 1903

### Source
- (en) « Néocomien », dans Encyclopædia Britannica [détail de l’édition], 1911 (lire sur Wikisource).

- (en) Cet article est partiellement ou en totalité issu de l’article de Wikipédia en anglais intitulé « Neocomian » (voir la liste des auteurs).